# All Dogs Go to Heaven 2
All Dogs Go to Heaven 2 (bra: Todos os Cães Merecem o Céu 2) é filme de animação americano de 1996, do gênero comédia romântico-fantástico-musical, dirigido por Larry Leker e Paul Sabella.
Sequência de All Dogs Go to Heaven, de 1989, traz as vozes de Ernest Borgnine, Bebe Neuwirth,Charlie Sheen, Sheena Easton e Dom DeLuise. 

## Sinopse
Anos depois dos acontecimentos do primeiro filme, Charlie e Itchy regressam à Terra em busca de algo perdido de Gabriel. Nessa viagem, acabam conhecendo um menino perdido.

## Banda sonora: faixas
1. Main Title: Heavenly Ceremony
2. It's Too Heavenly Here
3. Count Me Out- Sheena Easton
4. My Afghan Hairless
5. It Feels So Good to Be Bad
6. On Easy Street
7. I Will Always Be With You (Sheena Easton e Jesse Corti)
8. Gabriel's Horn/New Arrivals (instrumental)
9. Carface Steals the Horn/Charlie Volunteers (instrumental)
10. Police Chase (instrumental)
11. Red's Transformation (instrumental)
12. We Meet David (instrumental)
13. Battle for Gabriel's Horn (instrumental)
14. Family Reunion/It's Too Heavenly Here (reprise)
15. I Will Always Be With You (créditos finais; versão pop com Helen Darling & Danny Frazier)